# Lukas Haas
Lukas Daniel Haas (West Hollywood, 16 aprile 1976) è un attore statunitense.

## Biografia
Haas nasce a West Hollywood, una cittadina poco distante da Los Angeles (in California), il 16 aprile del 1976, figlio di Berthold Haas, un pittore tedesco, e di Emily Tracy, una cantante e sceneggiatrice statunitense originaria del Texas. Ha due fratelli gemelli, Simon Jakoway e Nikolai Johannes, entrambi designer. Debutta come attore bambino nel 1983 con una impegnativa parte drammatica nel film Testament, che subito lo segnala all'attenzione della critica. Il successo presso il grande pubblico arriva nel 1985, grazie all'interpretazione del piccolo amish nel film di Peter Weir Witness - Il testimone. In seguito partecipa al film I guerrieri del sole.
Negli anni successivi si divide tra produzioni televisive e film indipendenti. Nel 1989 recita in Music Box - Prova d'accusa, ma il film che rilancia la sua carriera è Boys al fianco di Winona Ryder; infatti in seguito viene scelto da Woody Allen per partecipare a Tutti dicono I Love You e da Tim Burton in Mars Attacks!. Dopo aver partecipato nel 2004 ad alcuni episodi della serie tv 24, negli ultimi anni ha preso parte a film come Last Days, The Darwin Awards - Suicidi accidentali per menti poco evolute, Alpha Dog e Material Girls. Inoltre è apparso nel videoclip dei My Chemical Romance Welcome to the Black Parade e in quello degli OutKast Roses.

## Filmografia

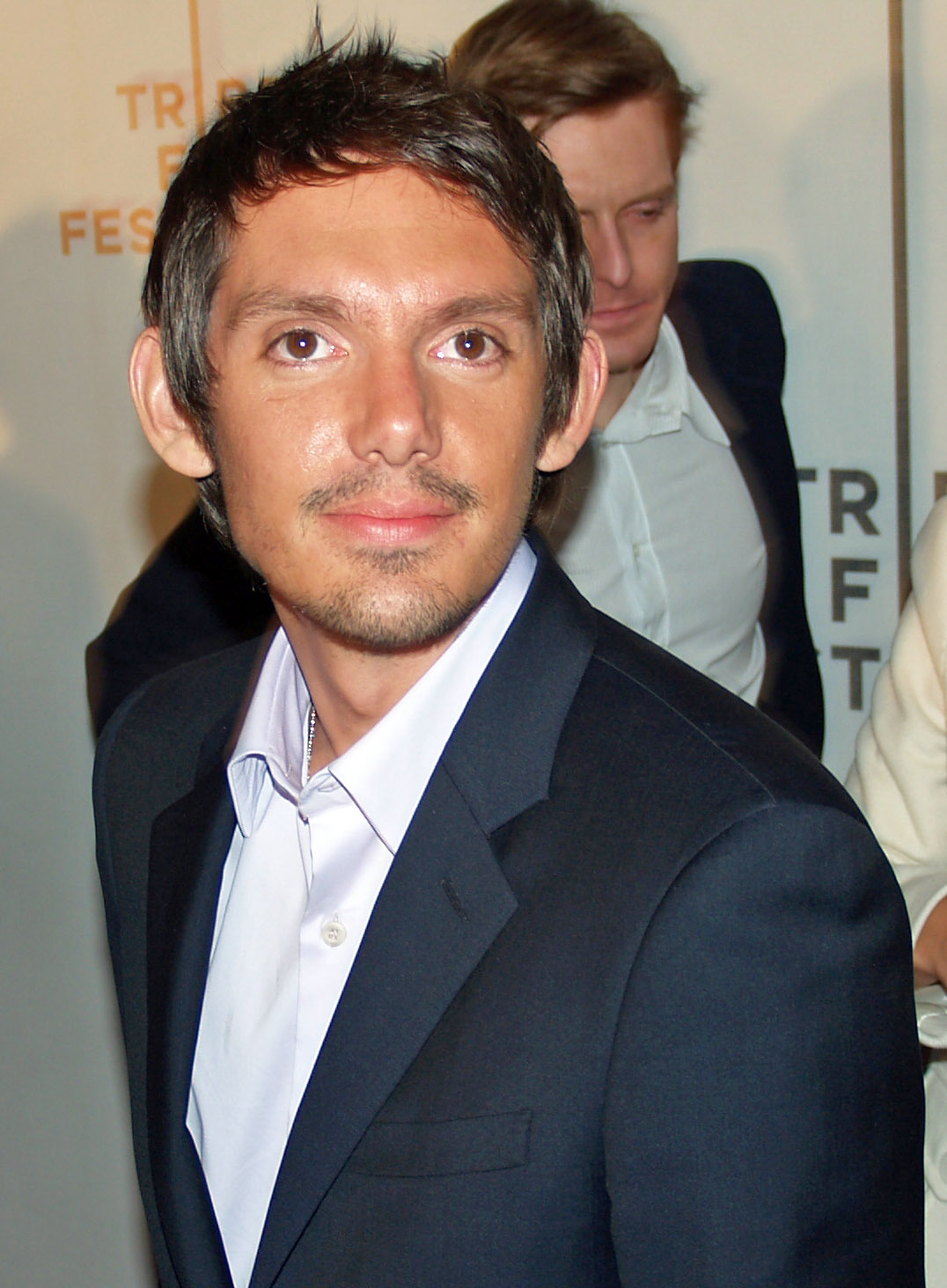
Lukas Haas al Tribeca Film Festival 2007

### Cinema
- Testament, regia di Lynne Littman (1983)
- Witness - Il testimone (Witness), regia di Peter Weir (1985)
- I guerrieri del sole (Solarbabies), regia di Alan Johnson (1986)
- La storia di Ryan White (The Ryan White story) (1988)
- Scarlatti - Il thriller (Lady in White), regia di Frank LaLoggia (1988)
- Il grande viaggio (The Wizard of Loneliness), regia di Anne Riley (1988)
- Ci penseremo domani (See You in the Morning), regia di Alan J. Pakula (1989)
- Music Box - Prova d'accusa (Music Box), regia di Costa-Gavras (1989)
- Forzati (Convicts), regia di Peter Masterson (1991)
- Rosa Scompiglio e i suoi amanti (Rambling Rose), regia di Martha Coolidge (1991)
- Alan & Naomi, regia di Sterling Van Wagenen (1992)
- Vendesi miracolo (Leap of Faith), regia di Richard Pearce (1992)
- Boys, regia di Stacy Cochran (1996)
- Johns: La dura vita dei ragazzi di strada, regia di Scott Silver (1996)
- Tutti dicono I Love You (Everyone Says I Love You), regia di Woody Allen (1996)
- Mars Attacks!, regia di Tim Burton (1996)
- David e Lisa (David and Lisa), regia di Lloyd Kramer (1998)
- La colazione dei campioni (Breakfast of Champions), regia di Alan Rudolph (1999)
- Lathe of Heaven, regia di Philip Haas (2002)
- Long Time Dead, regia di Marcus Adams (2002)
- Brick - Dose mortale (Brick), regia di Rian Johnson (2005)
- Last Days, regia di Gus Van Sant (2005)
- Who Loves the Sun, regia di Matt Bissonnette (2006)
- The Darwin Awards - Suicidi accidentali per menti poco evolute (The Darwin Awards), regia di Finn Taylor (2006)
- Alpha Dog, regia di Nick Cassavetes (2006)
- Material Girls, regia di Martha Coolidge (2006)
- The Tripper, regia di David Arquette (2007)
- Gardener of Eden - Il giustiziere senza legge (Gardener of Eden), regia di Kevin Connolly (2007)
- Legittima offesa - While She Was Out (While She Was Out), regia di Susan Montford (2008)
- Death in Love, regia di Boaz Yakin (2008)
- The Perfect Age of Rock 'n' Roll, regia di Scott Rosenbaum (2009)
- Inception, regia di Christopher Nolan (2010)
- Cappuccetto rosso sangue (Red Riding Hood), regia di Catherine Hardwicke (2011)
- Contraband, regia di Baltasar Kormákur (2012)
- Crazy Eyes, regia di Adam Sherman (2012)
- Lincoln, regia di Steven Spielberg (2012)
- Jobs, regia di Joshua Michael Stern (2013)
- Meth Head, regia di Jane Clark (2013)
- Pawn Shop Chronicles, regia di Wayne Kramer (2013)
- Transcendence, regia di Wally Pfister (2014)
- Caccia al mostro (Dark Was the Night) , regia di Jack Heller (2014)
- Tooken, regia di John Asher (2015)
- Revenant - Redivivo (The Revenant), regia di Alejandro González Iñárritu (2015)
- Widows - Eredità criminale (Widows), regia di Steve McQueen (2018)
- First Man - Il primo uomo (First Man), regia di Damien Chazelle (2018)
- Midnight in the Switchgrass - Caccia al serial killer (Midnight in the Switchgrass), regia di Randall Emmett (2021)
- Babylon, regia di Damien Chazelle (2022)
- Cash Out - I maghi del furto (Cash Out), regia di Randall Emmett (2024)

### Televisione
- Ai confini della realtà (The Twilight Zone) – serie TV, episodio 2x03 (1986)
- 24 – serie TV, 3 episodi (2005)
- Criminal Minds – serie TV, 2 episodi (2005)
- Dirt – serie TV, 2 episodi (2007)
- Entourage – serie TV, 2 episodi (2008)
- Touch – serie TV, 13 episodi (2013)
- War of the Worlds – serie TV, 8 episodi (2022)
- The Righteous Gemstones – serie TV, 7 episodi (2023)

## Riconoscimenti
- Screen Actors Guild Award
  - 2023 - Candidatura al miglior cast cinematografico per Babylon

- Saturn Award
  - 1990 - Candidatura al miglior attore emergente per Scarlatti - Il thriller
  - 1997 - Candidatura al miglior attore emergente per Mars Attacks!

## Doppiatori italiani
Nelle versioni in italiano delle opere in cui ha recitato, Lukas Haas è stato doppiato da:
- Emiliano Coltorti in Contraband, Midnight in the Switchgrass - Caccia al serial killer, Cash Out - I maghi del furto, Cash Out 2: High Rollers
- Nanni Baldini in Tutti dicono I Love You, Material Girls, Babylon
- Alessandro Quarta in Long Time Dead, Cappuccetto rosso sangue, Touch
- Andrea Lavagnino in Legittima offesa - While She Was Out, Inception, Widows - Eredità criminale
- Simone D'Andrea in Jobs, First Man - Il primo uomo
- Davide Lepore in Boys, Caccia al mostro
- Rory Manfredi in Witness - Il testimone
- Alessandro Tiberi in Ci penseremo domani
- Ilaria Stagni in Music Box - Prova d'accusa
- Marco Vivio in Rosa Scompiglio e i suoi amanti
- Francesco Meoni in Vendesi miracolo
- Corrado Conforti in Mars Attacks!
- Massimiliano Alto ne La colazione dei campioni
- Francesco Pezzulli in 24
- Massimo De Ambrosis in Brick - Dose mortale
- David Chevalier in Last Days
- Gianluca Solombrino in The Darwin Awards - Suicidi accidentali per menti poco evolute
- Fabio Boccanera in Alpha Dog
- Gianfranco Miranda in Gardener of Eden - Il giustiziere senza legge
- Davide Perino in Dirt
- Flavio Aquilone in Lincoln
- Stefano Thermes in Revenant - Redivivo